# Associazione Calcio Femminile Urbe Tevere
L'Associazione Calcio Femminile Urbe Tevere era una società calcistica femminile fondata nel 1968 con sede all'EUR a Roma.

## Storia
Il signor Franco Bellei fonda nel 1968 l'A.C.F. Lazio 2000, mentre sua moglie, la professoressa Mira Bellei fonda l'A.C.F. Roma Lido.
Alcune ragazze, non soddisfatte della conduzione dei dirigenti si staccarono e andarono a fondare nel 1969 la Zucchet Lazio.